# Spanische Formel-4-Meisterschaft
Die Spanische Formel-4-Meisterschaft (offiziell Campeonato de España de Fórmula 4) ist eine Automobilrennserie nach dem FIA-Formel-4-Reglement in Spanien. Die spanische Formel-4-Meisterschaft wurde erstmals 2016 ausgetragen.

## Geschichte
Die spanische Formel-4-Meisterschaft (offiziell Campeonato de España de Fórmula 4) sollte ursprünglich 2015 eingeführt werden. Die Rennen sollten in Spanien stattfinden und die Meisterschaft Mygale-Chassis und Ford-Motoren verwenden. Allerdings kam es 2015 nicht zum Debüt der Meisterschaft.
Im September 2015 wurde der finnische Rennstall Koiranen GP mit der Veranstaltung der spanischen Formel-4-Meisterschaft ab 2016 beauftragt.

## Ablauf des Rennwochenendes
Das Rennwochenende umfasst zwei 40-minütige freie Trainings, zwei 15-minütige Qualifyings und drei Rennen.

## Fahrzeug
In der spanischen Formel-4-Meisterschaft wird das Formel-4-Chassis von Tatuus mit einem Abarth 1,4-Liter-T-Jet-Motor verwendet. Die Reifen sind von Hankook.

## Bisherige Meister
| Saison | Meister             | Punkte | Zweiter             | Punkte | Dritter              | Punkte | Bestes Team          | Punkte | Rookie             | Punkte            | Female            | Punkte            | Quelle |
| ------ | ------------------- | ------ | ------------------- | ------ | -------------------- | ------ | -------------------- | ------ | ------------------ | ----------------- | ----------------- | ----------------- | ------ |
| 2016   | Richard Verschoor   | 340    | Alexander Vartanyan | 176    | Xavier Lloveras      | 172    | MP Motorsport        | 616    | Nicht ausgetragen  | Nicht ausgetragen | Nicht ausgetragen | Nicht ausgetragen | [ 4 ]  |
| 2017   | Christian Lundgaard | 330    | Alexander Smoljar   | 294    | Bent Viscaal         | 258    | MP Motorsport        | 619    | Nicht ausgetragen  | Nicht ausgetragen | Marta García      | 70                | [ 5 ]  |
| 2018   | Amaury Cordeel      | 217    | Javier González     | 202    | Guillem Pujeu Beya   | 194    | MP Motorsport        | 277    | Nicht ausgetragen  | Nicht ausgetragen | Nicht ausgetragen | Nicht ausgetragen | [ 6 ]  |
| 2019   | Franco Colapinto    | 325    | Glenn van Berlo     | 217    | Kilian Meyer         | 210    | Drivex School        | 398    | Franco Colapinto   | 325               | Belén García      | 35                | [ 7 ]  |
| 2020   | Kas Haverkort       | 383    | Mari Boya           | 272    | Thomas ten Brinke    | 187    | MP Motorsport        | 745    | Kas Haverkort      | 383               | Léna Bühler       | 23                | [ 8 ]  |
| 2021   | Dilano van ’t Hoff  | 361    | Sebastian Øgaard    | 231    | Josep Maria Martí    | 196    | MP Motorsport        | 586    | Dilano van ’t Hoff | 359               | Emely de Heus     | 359               | [ 9 ]  |
| 2022   | Nikola Zolow        | 400    | Hugh Barter         | 287    | Tymoteusz Kucharczyk | 227    | Campos Racing        | 687    | Nikola Zolow       | 400               | Lola Lovinfosse   | 65                | [ 10 ] |
| 2023   | Théophile Naël      | 314    | Christian Ho        | 291    | Valerio Rinicella    | 256    | MP Motorsport        | 460    | Enzo Deligny       | 240               | Nicht ausgetragen | Nicht ausgetragen | [ 11 ] |
| 2024   | Mattia Colnaghi     | 282    | Keanu Al Azhari     | 272    | Maciej Gładysz       | 187    | KCL by MP Motorsport | 458    | Mattia Colnaghi    | 282               | Nicht ausgetragen | Nicht ausgetragen | [ 12 ] |